# Marco Saligari
Marco Saligari (Sesto San Giovanni, 18 de maio de 1965) foi um ciclista italiano, que foi profissional entre 1987 e 1998. Durante a sua carreira destacam três vitórias de etapa no Giro d'Italia e a Volta à Suíça de 1993.
Uma vez retirado como ciclista profissional passou a dirigir a equipa belga Landbouwkrediet a partir de 2002.

## Palmarés
| 1989 - 1 etapa do Giro do Trentino 1990 - Giro de Toscana 1991 - 1 etapa do Giro de Calabria 1992 - Giro de Calabria, mais 1 etapa. - 1 etapa do Giro d'Italia 1993 - Volta à Suíça. - Grande Prémio Indústria e Artigianato-Larciano - 1 etapa do Giro d'Italia | 1994 - G. P. Indústria e Comércio de Prato. - 1 etapa do Giro d'Italia - 1 etapa da Volta à Suíça 1995 - 1 etapa da Paris-Nice 1996 - 1 etapa da Volta à Catalunha 1998 - Grande Prémio Ciclista a Marsellesa |

## Resultados em Grandes Voltas e Campeonatos do Mundo
Durante a sua carreira desportiva conseguiu os seguintes postos nas Grandes Voltas e nos Campeonatos do Mundo em estrada:
| Corrida            | 1987 | 1988 | 1989 | 1990 | 1991 | 1992 | 1993 | 1994 | 1995 | 1996 | 1997 | 1998 |
| ------------------ | ---- | ---- | ---- | ---- | ---- | ---- | ---- | ---- | ---- | ---- | ---- | ---- |
| Volta a Itália     | 54º  | 93º  | -    | 92º  | -    | 98º  | 52º  | 64º  | 67º  | 44º  | -    | 92º  |
| Volta à França     | -    | -    | 72º  | 95º  | -    | -    | -    | -    | -    | -    | -    | -    |
| Volta a Espanha    | -    | -    | -    | -    | -    | -    | -    | -    | -    | -    | -    | -    |
| Mundial em Estrada | -    | -    | -    | -    | -    | -    | -    | -    | 22º  | -    | -    | -    |

Exp: expulsado pela organização

-: não participa 

Ab.: abandono